# Saison 2017-2018 du Racing Club de Lens
Maillots
Dernière mise à jour : 4 avril 2018.
Chronologie
Saison précédente Saison suivante
La saison 2017-2018 du Racing Club de Lens, club de football professionnel français, est la 16e saison du club au sein de la Ligue 2, deuxième division française. Elle est la troisième année consécutive en Ligue 2 depuis 2015. Lors de la saison 2016/2017 le club termine à un point du podium à la quatrième place.
Les actionnaires Ignacio Aguillo et Joseph Oughourlian de la société Solferino sont propriétaires du club depuis un an, il est dirigé par Arnaud Pouille, qui remplace Gervais Martel le 30 septembre 2017. Le directeur sportif Jocelyn Blanchard, en poste depuis juillet 2013, fait lui aussi les frais du recrutement raté et du mauvais début de saison du club. Il est démis de ses fonctions le 26 septembre 2017 et remplacé par Eric Roy, ancien directeur sportif de l'OGC Nice
L'équipe est entraînée par Alain Casanova pour la deuxième année consécutive, mais celui-ci est démis de ses fonctions le 20 août 2017 et remplacé par Éric Sikora, ancien joueur et entraîneur du Racing et alors entraîneur des jeunes. La saison démarre officiellement le 28 juillet 2017 par un déplacement à Auxerre dans le cadre du championnat de Ligue 2. Pour la première rencontre à domicile de cette nouvelle saison au Stade Bollaert-Delelis le club jouera contre Nîmes Olympique.

## L'avant saison
Six matches amicaux sont prévus pour cette période estivale dont un face au Standard de Liège qui évolue en Belgique.
Le 2 juin 2017 deux jeunes joueurs du centre de formation signent leur contrat professionnel, le défenseur Maxence Carlier et le gardien de but Didier Desprez.
Le 7 juin 2017, Mouaad Madri est la première recrue du club et signe un contrat de deux ans plus une année en option.
Le 14 juin 2017, Guillaume Beghin et Valentin Wojtkowiak signent leur contrat professionnel.
Le 20 juin 2017, Moussa Sylla signe son contrat professionnel avec le club et s'engage pendant trois ans.
Le 21 juin 2017 l'équipe première a repris l'entraînement et le jour même Gervais Martel organise une conférence de presse, pour présenter le nouvel organigramme du club et présente le nouveau directeur général Arnaud Pouille.
Le 28 juin 2017, William Bianda signe son contrat professionnel avec le club.
Le 4 juillet 2017, Álvaro Lemos est prêté avec option d'achat.
Le 10 juillet 2017, Christos Tasoulis est prêté avec option d'achat et Ivan Lendrić signe un contrat de 3 ans.
Le 25 juillet 2017, Dankler Luis de Jesus Pereira est prêté avec option d'achat.

## La saison

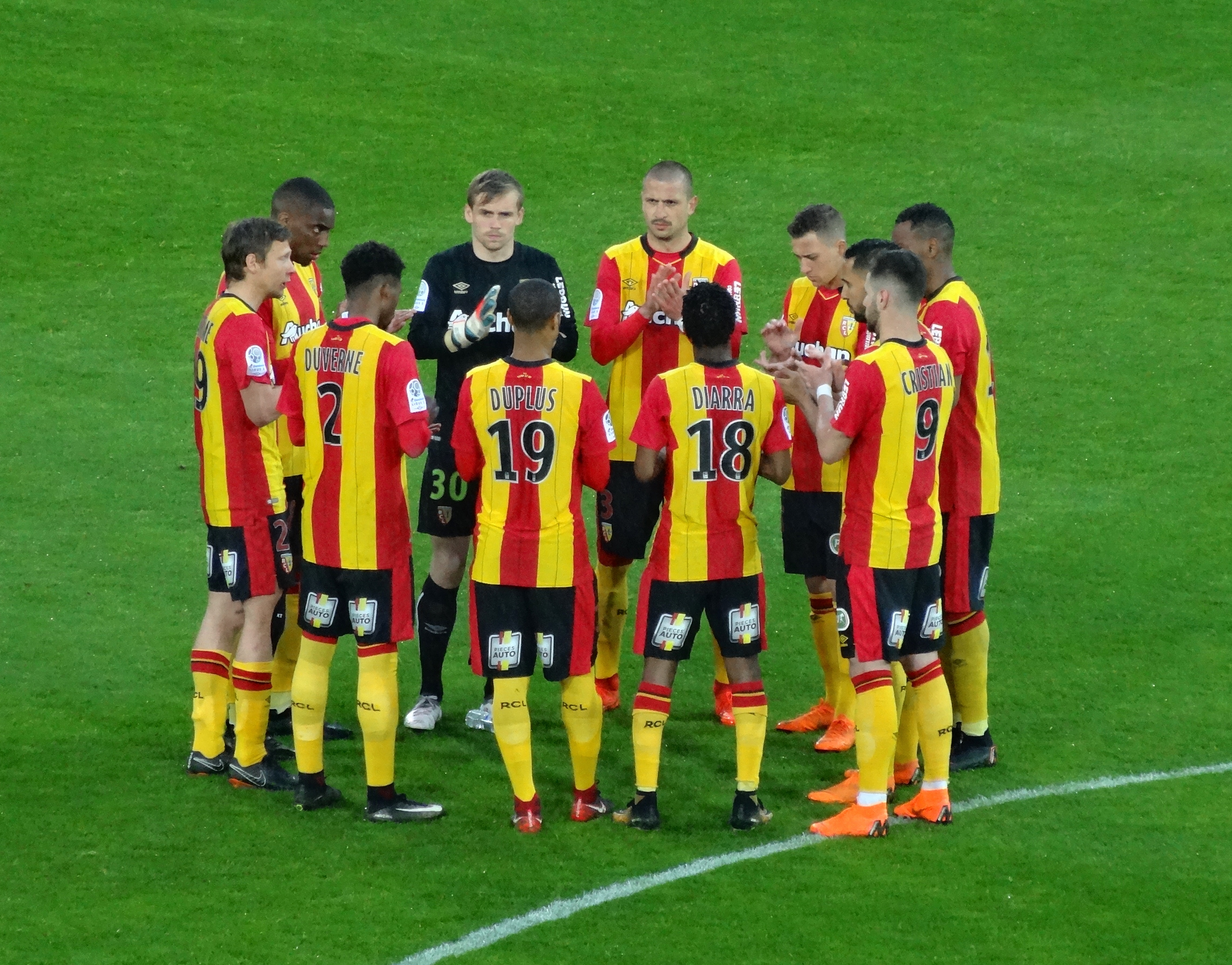
Les joueurs rassemblés avant un match.

Le 20 août 2017, Éric Sikora remplace Alain Casanova au poste d'entraîneur de l'équipe première alors que Lens vient de perdre les 4 premiers matchs de championnat.
Septembre 2017, Gervais Martel est remplacé par Arnaud Pouille qui devient le directeur général du club.
Le club commence la saison par une série de sept défaites consécutives, une première dans l'histoire du club en Ligue 2, avant de se ressaisir et de sortir de la zone rouge le 20 novembre 2017.
Le 2 novembre 2017, à la suite d'une affaire de violences conjugales présumées, le gardien et capitaine du club Nicolas Douchez est mis à pied à titre conservatoire. Il fait son retour dans le groupe le 22 novembre 2017.
Le 3 décembre 2017, le Racing Club de Lens se qualifie pour les trente-deuxièmes de finale de la Coupe de France en battant le leader de ligue 2 Reims(prochain tour entrée en lice des clubs de Ligue 1).
Le 19 décembre 2017, Joseph Oughourlian et la société Solférino reprennent les parts de l'Atlético de Madrid, actionnaires depuis le rachat en juillet 2017, afin de devenir actionnaires majoritaires du club. Oughourlian justifie cela par un souhait de s'investir plus dans le club
Le 4 janvier 2018, Robert Duverne est remplacé par Philippe Lambert au poste d'entraineur adjoint. Duverne, qui a rejoint le staff technique de l'Impact de Montréal entrainé par son ancien collègue Rémi Garde, laisse donc sa place à l'ancien préparateur physique du Paris Saint-Germain, proche de Laurent Blanc.
Le 13 janvier 2018, Brice Dja Djédjé est prêté pendant six mois avec option d'achat en provenance de Watford Football Club.
Le 30 avril 2018, au terme de la 36e journée, le RC Lens assure officiellement son maintien en Ligue 2 après une victoire 1-0 sur le Paris FC.

## Effectif professionnel
L'effectif professionnel est entraîné par Éric Sikora et de ses entraîneurs adjoints Daniel Moreira et Philippe Lambert, le préparateur physique est Vincent Lannoy.
Jean-Claude Nadon est l'entraîneur des gardiens il prend en charge Nicolas Douchez, Jérémy Vachoux, Valentin Belon et le jeune Didier Desprez.

### Tableau des transferts
| Nom                           | Nationalité        | Poste      | Transfert      | Fin du contrat | Provenance/Destination  | Division           |
| ----------------------------- | ------------------ | ---------- | -------------- | -------------- | ----------------------- | ------------------ |
| Arrivées                      |                    |            |                |                |                         |                    |
| Éric Sikora                   | France             | Entraîneur | -              | -              | -                       | -                  |
| Álvaro Lemos                  | Espagne            | Défenseur  | Prêt           | 2018           | Celta de Vigo           | Liga BBVA          |
| Stéphane Besle                | France             | Défenseur  | Retour de prêt | 2018           | FC Aarau                | Challenge League   |
| Chrístos Tasoulís             | Grèce              | Défenseur  | Prêt O.A       | 2018           | Paniónios GSS           | Superleague Elláda |
| Dankler Luis de Jesus Pereira | Brésil             | Défenseur  | Prêt O.A       | 2018           | Estoril                 | Liga NOS           |
| Frédéric Duplus               | France             | Défenseur  | Transfert      | 2019           | Royal Antwerp FC        | Jupiler Pro League |
| Karim Hafez                   | Égypte             | Défenseur  | Prêt           | 2018           | K Lierse SK             | Jupiler Pro League |
| Cyrille Bayala                | Burkina Faso       | Milieu     | Transfert      | 2021           | Sheriff Tiraspol        | Divizia Naţională  |
| Clément Chantôme              | France             | Milieu     | Prêt           | 2018           | Stade Rennais           | Ligue 1            |
| Filip Marković                | Serbie             | Milieu     | Libre          | 2019           | Mouscron                | Jupiler Pro League |
| Souleymane Diarra             | Mali               | Milieu     | Prêt           | 2018           | Újpest FC               | OTP Bank Liga      |
| Aristote Madiani              | France             | Attaquant  | Retour de prêt | 2019           | Paris FC                | National           |
| Simon Banza                   | France             | Attaquant  | Retour de prêt | 2018           | AS Béziers              | National           |
| Moussa Maazou                 | Niger              | Attaquant  | Transfert      | 2020           | AC Ajaccio              | Ligue 2            |
| Mouaad Madri                  | France             | Attaquant  | Transfert      | 2019           | AC Ajaccio              | Ligue 2            |
| Ivan Lendrić                  | Croatie            | Attaquant  | Transfert      | 2020           | FK Željezničar Sarajevo | Premijer Liga BiH  |
| Départs                       |                    |            |                |                |                         |                    |
| Alain Casanova                | France             | Entraîneur | -              | -              | -                       | -                  |
| Karim Hafez                   | Égypte             | Défenseur  | Retour de prêt | //             | K Lierse SK             | Jupiler Pro League |
| Daniel Opare                  | Ghana              | Défenseur  | Retour de prêt | //             | FC Augsbourg            | Bundesliga         |
| Kermit Erasmus                | Afrique du Sud     | Attaquant  | Retour de prêt | //             | Stade rennais           | Ligue 1            |
| Akim Zedadka                  | France             | Défenseur  | Fin de contrat | Libre          | Sans club               | Sans club          |
| Kenny Lala                    | France             | Défenseur  | Fin de contrat | Libre          | RC Strasbourg           | Ligue 1            |
| Maxence Carlier               | France             | Défenseur  | Prêt           | 2018           | AFC Tubize              | Division 1B        |
| Abdoul Ba                     | Mauritanie         | Défenseur  | Fin de contrat | Libre          | AJ Auxerre              | Ligue 2            |
| Anthony Scaramozzino          | France             | Défenseur  | Fin de contrat | Libre          | Stade Lavallois FC      | National 1         |
| Stéphane Besle                | France             | Défenseur  | Transfert      | //             | FC Aarau                | Challenge League   |
| Mathias Autret                | France             | Milieu     | Fin de contrat | Libre          | Stade brestois          | Ligue 2            |
| Benjamin Bourigeaud           | France             | Milieu     | Transfert 3,5M | //             | Stade rennais           | Ligue 1            |
| Viktor Klonaridis             | Belgique           | Milieu     | Transfert      | //             | AEK Athènes FC          | Superleague Elláda |
| Simon Banza                   | France             | Attaquant  | Prêt           | //             | Union Titus Pétange     | BGL Ligue          |
| Habib Habibou                 | Rép.Centrafricaine | Attaquant  | Transfert      | //             | Qatar SC                | Qatar Stars League |
| Aristote Madiani              | France             | Attaquant  | Fin de contrat | Libre          | US Quevilly-Rouen       | Ligue 2            |

| Nom                           | Nationalité       | Poste     | Transfert   | Fin du contrat | Provenance/Destination | Division           |
| ----------------------------- | ----------------- | --------- | ----------- | -------------- | ---------------------- | ------------------ |
| Arrivées                      |                   |           |             |                |                        |                    |
| Brice Dja Djédjé              | Côte d'Ivoire     | Défenseur | Prêt O.A    | 2018           | Watford FC             | Premier League     |
| Alex Gersbach                 | Australie         | Défenseur | Prêt O.A    | 2018           | Rosenborg BK           | Tippeligaen        |
| Walid Mesloub                 | Algérie           | Milieu    | Transfert   | 2019           | FC Lorient             | Ligue 2            |
| Départs                       |                   |           |             |                |                        |                    |
| Chrístos Tasoulís             | Grèce             | Défenseur | Fin de prêt | 2018           | Paniónios GSS          | Superleague Elláda |
| Álvaro Lemos                  | Espagne           | Défenseur | Fin de prêt | 2018           | Celta de Vigo          | Liga BBVA          |
| Dankler Luis de Jesus Pereira | Brésil            | Défenseur | Fin de prêt | 2018           | Estoril                | Liga NOS           |
| Moussa Maazou                 | Niger             | Attaquant | Prêt        | 2018           | AC Ajaccio             | Ligue 2            |
| John Bostock                  | Trinité-et-Tobago | Milieu    | Transfert   | 2020           | Bursaspor              | Süper Lig          |

## Matchs amicaux
| Date             | Horaire | TV               | Adversaire        | Lieu       | Score | Buteur(s) du RCL | Buteur(s) adverse          | Affluence        | Lien |
| ---------------- | ------- | ---------------- | ----------------- | ---------- | ----- | ---------------- | -------------------------- | ---------------- | ---- |
| 1er juillet 2017 | 18h00   | Aucune diffusion | US Quevilly-Rouen | Deauville  | 1 - 0 | Haruna Lukman    | //                         | Inconnu          |      |
| 4 juillet 2017   | 18h00   | Aucune diffusion | US Avranches      | Deauville  | 2 - 1 | Madri, Lukman    | Thiaré                     | Inconnu          |      |
| 8 juillet 2017   | 18h00   | Aucune diffusion | FC Chambly        | Arras      | 1 - 1 | Fortuné (sp)     | Thomas Henry               | Inconnu          |      |
| 12 juillet 2017  | 18h00   | Aucune diffusion | ESTAC Troyes      | Itancourt  | 1 - 2 | Bostock (sp)     | Caceres, Tinhan            | 1300 spectateurs |      |
| 16 juillet 2017  | 18h00   | Aucune diffusion | Standard de Liège | Le Touquet | 0 - 2 | //               | Sà, Mpoku                  | Inconnu          |      |
| 21 juillet 2017  | 20h00   | Aucune diffusion | KAA La Gantoise   | Lens       | 1 - 3 | Lendrić (sp)     | Kubo, Milicevic, Coulibaly | 6576 spectateurs |      |

## Championnat de Ligue 2

### Matchs aller
| Date              | Horaire | TV            | Adversaire                  | Lieu                      | Score | Buteur(s) du RCL                                                            | Buteur(s) adverse                                          | Affluence          | Lien     |
| ----------------- | ------- | ------------- | --------------------------- | ------------------------- | ----- | --------------------------------------------------------------------------- | ---------------------------------------------------------- | ------------------ | -------- |
| 31 juillet 2017   | 20h45   | Canal + Sport | AJ Auxerre                  | Stade de l'Abbé-Deschamps | 1 - 0 | //                                                                          | Yattara (83e)                                              | 12 870 spectateurs |          |
| 4 août 2017       | 20h00   | beIN sports 2 | Nîmes Olympique             | Stade Bollaert-Delelis    | 1 - 2 | Lopez (7e)                                                                  | Ripart (88e), Savanier (92e)                               | 25 265 spectateurs |          |
| 12 août 2017      | 15h00   | beIN Sports 1 | FC Sochaux                  | Stade Auguste-Bonal       | 3 - 2 | Lendric (75e), Lopez (83e)                                                  | Teikeu (40e), Martin (55e, 64e)                            | 10 327 spectateurs |          |
| 19 août 2017      | 15h00   | beIN Sports 1 | Stade brestois              | Stade Bollaert-Delelis    | 2 - 4 | Fortuné (10e, 69e)                                                          | Berthomier (45e), Belaud (47e), Pi (64e), Faussurier (80e) | 24 680 spectateurs |          |
| 28 août 2017      | 20h45   | Canal + Sport | US Orléans                  | Stade de la Source        | 2 - 0 | //                                                                          | Bouby (5e), Poha (28e)                                     | 6 413 spectateurs  |          |
| 9 septembre 2017  | 15h00   | beIN Sports 1 | FC Lorient                  | Stade Bollaert-Delelis    | 2 - 3 | Marković (23e), Fortuné (65e)                                               | Danic (11e), Courtet (58e), Bouanga (82e sp)               | 21 931 spectateurs |          |
| 15 septembre 2017 | 20h00   | beIN Sports 2 | Valenciennes FC             | Stade du Hainaut          | 1 - 0 | //                                                                          | Aloé (76e)                                                 | 15 182 spectateurs |          |
| 18 septembre 2017 | 20h45   | Canal+ Sport  | US Quevilly-Rouen Métropole | Stade Bollaert-Delelis    | 2 - 0 | Bellegarde (69e), Maazou (90e+2)                                            | //                                                         | 20 891 spectateurs |          |
| 25 septembre 2017 | 20h45   | Canal + Sport | Clermont Foot               | Stade Gabriel-Montpied    | 1 - 0 | //                                                                          | Ajorque (13e)                                              | 3 780 spectateurs  |          |
| 29 septembre 2017 | 20h00   | beIN sports 1 | Gazélec Ajaccio             | Stade Bollaert-Delelis    | 2 - 0 | Lopez (10e sp), Marković (90e+3)                                            | //                                                         | 21 147 spectateurs |          |
| 13 octobre 2017   | 20h00   | beIN sports 2 | Bourg-en-Bresse Péronnas    | Stade Marcel-Verchère     | 0 - 6 | Fortuné (13e), Gérard (38e), Hafez (41e), Bayala (82e), Lopez (86e sp, 90e) |                                                            | 3 165 spectateurs  |          |
| 21 octobre 2017   | 15h00   | beIN Sports 1 | Stade de Reims              | Stade Bollaert-Delelis    | 0 - 1 | //                                                                          | Rigonato (3e)                                              | 35 520 spectateurs |          |
| 30 octobre 2017   | 20h45   | Canal+ Sport  | LB Châteauroux              | Stade Gaston-Petit        | 0 - 0 | //                                                                          | //                                                         | 9 530 spectateurs  |          |
| 4 novembre 2017   | 15h00   | beIN sports 1 | AS Nancy                    | Stade Marcel-Picot        | 1 - 1 | Hafez (84e)                                                                 | Dembélé (19e)                                              | 13 800 spectateurs |          |
| 20 novembre 2017  | 20h45   | Canal+ Sport  | Niort FC                    | Stade Bollaert-Delelis    | 3 - 1 | Fortuné (10e sp), Diarra (63e,90+4e)                                        | Lamkel Zé (51e)                                            | 23 597 spectateurs |          |
| 25 novembre 2017  | 15h15   | Canal+ Sport  | Le Havre AC                 | Stade Océane              | 1 - 0 | //                                                                          | Guitane (73e)                                              | 10 299 spectateurs |          |
| 28 novembre 2017  | 21h00   | beIN sports 3 | AC Ajaccio                  | Stade Bollaert-Delelis    | 2 - 0 | Koukou (21e), Fortuné (45e+3)                                               | //                                                         | 20 880 spectateurs |          |
| 8 décembre 2017   | 20h00   | beIN sports 2 | Paris FC                    | Stade Charléty            | 2 - 2 | Lopez (16e, 65e sp)                                                         | Tchokounté (44e), Lybohy (53e)                             | 5 568 spectateurs  | fc-lens/ |
| 18 décembre 2017  | 20h45   | Canal+ Sport  | Tours FC                    | Stade Bollaert-Delelis    | 2 - 0 | Lopez (12e), Diarra (16e)                                                   | //                                                         | 22 864 spectateurs |          |

### Matchs retour
| Date            | Horaire | TV               | Adversaire                  | Lieu                       | Score | Buteur(s) du RCL                        | Buteur(s) adverse                                           | Affluence          | Lien |
| --------------- | ------- | ---------------- | --------------------------- | -------------------------- | ----- | --------------------------------------- | ----------------------------------------------------------- | ------------------ | ---- |
| 12 janvier 2018 | 20h00   | beIN sports 1    | Nîmes Olympique             | Stade des Costières        | 0 - 1 | Harek (48e CSC)                         | //                                                          | 10 263 spectateurs |      |
| 19 janvier 2018 | 20h00   | BeIN sport 1     | Stade brestois              | Stade Francis-Le Blé       | 1 - 1 | Bayala (69e)                            | Butin (12e)                                                 | 7 270 spectateurs  |      |
| 26 janvier 2018 | 20h00   | BeIN sport 2     | US Orléans                  | Stade Bollaert-Delelis     | 0 - 1 |                                         | Gomis (49e)                                                 | 20 705 spectateurs |      |
| 30 janvier 2018 | 19h00   | Canal+ Sport     | FC Sochaux                  | Stade Bollaert-Delelis     | 0 - 1 |                                         | Touzghar (68e)                                              | 21 371 spectateurs |      |
| 3 février 2018  | 15h00   | beIN sports 1    | FC Lorient                  | Stade Yves-Allainmat       | 1 - 1 | Cvetinović (85e)                        | Rose (44e)                                                  | 9 910 spectateurs  |      |
| 10 février 2018 | 15h00   | beIN sports 1    | Valenciennes FC             | Stade Bollaert-Delelis     | 1 - 1 | Cvetinović (90e+4)                      | Privat (44e)                                                | 28 203 spectateurs |      |
| 19 février 2018 | 20h45   | Canal+ Sport     | US Quevilly-Rouen Métropole | Stade Robert-Diochon       | 1 - 2 | Lendrić (62e),Chantôme (90e+4)          | Lefort (29e)                                                | 5 521 spectateurs  |      |
| 23 février 2018 | 20h00   | BeIN sport max 8 | Clermont Foot               | Stade Bollaert-Delelis     | 0 - 1 | //                                      | Ajorque (83e)                                               | 20 626 spectateurs |      |
| 2 mars 2018     | 20h00   | BeIN sport max 8 | Gazélec Ajaccio             | Stade Ange Casanova        | 1 - 1 | Zoubir (57e)                            | Veselinovic (16e)                                           | 2 746 spectateurs  |      |
| 12 mars 2018    | 20h45   | Canal+ Sport     | Bourg-en-Bresse Péronnas    | Stade Bollaert-Delelis     | 0 - 1 |                                         | Yanis Merdji (77e)                                          | 20 366 spectateurs |      |
| 17 mars 2018    | 15h00   | beIN sports 1    | Stade de Reims              | Stade Auguste-Delaune      | 3 - 1 | Zoubir (53e)                            | Chavarria (13e),Oudin (42e),Diego Rigonato (84e)            | 14 684 spectateurs |      |
| 2 avril 2018    | 20h45   | Canal+ Sport     | LB Châteauroux              | Stade Bollaert-Delelis     | 2 - 1 | Mesloub (37e),Diarra (62e)              | Mandanne (88e)                                              | 20 599 spectateurs |      |
| 9 avril 2018    | 20h45   | Canal+ Sport     | AS Nancy                    | Stade Bollaert-Delelis     | 1 - 1 | Mesloub (30e)                           | Nordin (1re)                                                | 23 340 spectateurs |      |
| 13 avril 2018   | 20h00   | BeIN sport max 7 | Niort FC                    | Stade René Gaillard        | 2 - 2 | Fortuné (37e sp),Mesloub (62e)          | Dona Ndoh (45e+1),Koyalipou (64e)                           | 4 653 spectateurs  |      |
| 20 avril 2018   | 20h00   | BeIN sport max 8 | Le Havre AC                 | Stade Bollaert-Delelis     | 3 - 3 | Mesloub (5e),Bayala (36e),Fortuné (45e) | Mateta (11e),Moukoudi (58e),Bonnet (70e)                    | 22 806 spectateurs |      |
| 23 avril 2018   | 20h45   | Canal+ Sport     | AC Ajaccio                  | Stade François-Coty        | 2 - 0 |                                         | Cavalli (32e),Nouri (90+2e)                                 | 4 571 spectateurs  |      |
| 30 avril 2018   | 20h45   | Canal+ Sport     | Paris FC                    | Stade Bollaert-Delelis     | 1 - 0 | Frédéric Duplus (83e)                   |                                                             | 24 808 spectateurs |      |
| 4 mai 2018      | 20h45   | BeIN sport max 8 | Tours FC                    | Stade de la Vallée du Cher | 4 - 2 | Lopez (41e),Fortuné (88e sp)            | Fantamady Diarra (7e),(58e),Etcheverria (12e),Filippi (42e) | 4 508 spectateurts |      |
| 11 ma1 2018     | 20h45   | BeIN sport max 7 | AJ Auxerre                  | Stade Bollaert-Delelis     | 2 - 1 | Lopez (47e),Mesloub (51e)               | Fumu Tamuzo (81e)                                           | 31 585 spectateurs |      |

### Classement
| Rang | Équipe              | Pts | J  | G  | N  | P  | Bp | Bc | Diff |
| ---- | ------------------- | --- | -- | -- | -- | -- | -- | -- | ---- |
| 12   | US Orléans          | 46  | 38 | 12 | 10 | 16 | 52 | 61 | −9   |
| 13   | Valenciennes FC     | 45  | 38 | 12 | 9  | 17 | 50 | 64 | −14  |
| 14   | RC Lens             | 43  | 38 | 11 | 10 | 17 | 48 | 49 | −1   |
| 15   | Chamois niortais FC | 42  | 38 | 11 | 9  | 18 | 47 | 60 | −13  |
| 16   | GFC Ajaccio         | 41  | 38 | 11 | 8  | 19 | 35 | 60 | −25  |

## Coupe de la ligue
| Date         | Horaire | TV           | Adversaire | Lieu                   | Score | Buteur(s) du RCL          | Buteur(s) adverse                       | Affluence         | Lien |
| ------------ | ------- | ------------ | ---------- | ---------------------- | ----- | ------------------------- | --------------------------------------- | ----------------- | ---- |
| 8 août 2017  | 21h00   | Canal+ Sport | AC Ajaccio | Stade Bollaert-Delelis | 2 - 1 | Lendric (76e) Lopez (79e) | Coutadeur (37e)                         | 12070 spectateurs |      |
| 22 août 2017 | 18h30   | Canal+ Sport | FC Lorient | Stade du Moustoir      | 3 - 2 | Fortuné (36e) Lopez (45e) | Bouanga (22e) Moreira (23e) Cabot (30e) | 7 790 spectateurs |      |

## Coupe de France
| Date             | Horaire | TV               | Adversaire        | Lieu                   | Score           | Buteur(s) du RCL                                   | Buteur(s) adverse        | Affluence          | Lien |
| ---------------- | ------- | ---------------- | ----------------- | ---------------------- | --------------- | -------------------------------------------------- | ------------------------ | ------------------ | ---- |
| 10 novembre 2017 | 18h30   | Eurosport        | US Nœux-les-Mines | Stade Bollaert-Delelis | 5 - 0           | Lendrić (6e 22e 37e), Ephestion (59e), Gomel (86e) | //                       | 11 849 spectateurs |      |
| 3 décembre 2017  | 13h45   | France 3 Régions | Stade de Reims    | Stade Bollaert-Delelis | 3 - 2 ap        | Zoubir (32e), Lopez (102e 114e sp)                 | Ndom (68e), Oudin (110e) | 11 542 spectateurs |      |
| 8 janvier 2018   | 21h00   | Eurosport 2      | US Boulogne       | Stade Bollaert-Delelis | 3 - 2 ap        | Lopez (60e sp, 99e), Diarra (63e)                  | Koné (22e, 90e)          |                    |      |
| 23 janvier 2018  | 18h30   | France 3 Régions | Stade Briochin    | Stade Fred-Aubert      | 0 - 1           | Lopez (14e sp)                                     |                          |                    |      |
| 7 février 2018   | 18h30   | Eurosport 2      | ES Troyes         | Stade Bollaert-Delelis | 1 - 0           | Lopez (70e)                                        | //                       | 10 255 spectateurs |      |
| 27 février 2018  | 21h00   | Eurosport 2      | Les Herbiers VF   | Stade de la Beaujoire  | 0 - 0 (4 tab 2) | //                                                 | //                       |                    |      |

## Record
- Le plus gros record cette saison et la plus hausse affluence au stade Bollaert-Delelis contre le Stade de Reims lors de la douzième journée.
- Cristian Lopez finit meilleur buteur du club avec 18 buts toutes compétitions confondues dont 10 buts en championnat.
- Kévin Fortuné finit meilleur passeur du club avec 17 passes toutes compétitions confondues dont 10 passes en championnat.

## Partenaires, sponsors et maillots
Les Partenaires principaux sont :
- Auchan (Centré devant le maillot).
- Umbro (En haut du maillot côté gauche).
- Pour le maillot Domicile de la saison 2017-2018 : les couleurs du club (rouge et jaune) sont représentés sous forme de bandes verticales, entrecoupées de rayures noires[27].
- Pour le maillot extérieur de la saison 2017-2018 : la marque Umbro a choisi un surprenant coloris apparenté à du rouge violacé, assorti à du jaune fluo au niveau des épaules et du logo. Au dos, on y  retrouve écrit (1906 sang et or), date et surnom du club et il y a une légère apparition de pioches de mineurs sur l’ensemble du maillot extérieur, en rendant hommage à la région minière[28].
- Agate Météo (Fournisseur officiel)[29]
- Apréva (Fournisseur officiel)[30]
- Radio Horizon (partenaire)[31]
- Lebrun Combustibles et Cheminées Philippe Poêles (Fournisseurs officiels et sponsors sur les maillots)[32]